# 엔커 엘리 피터슨

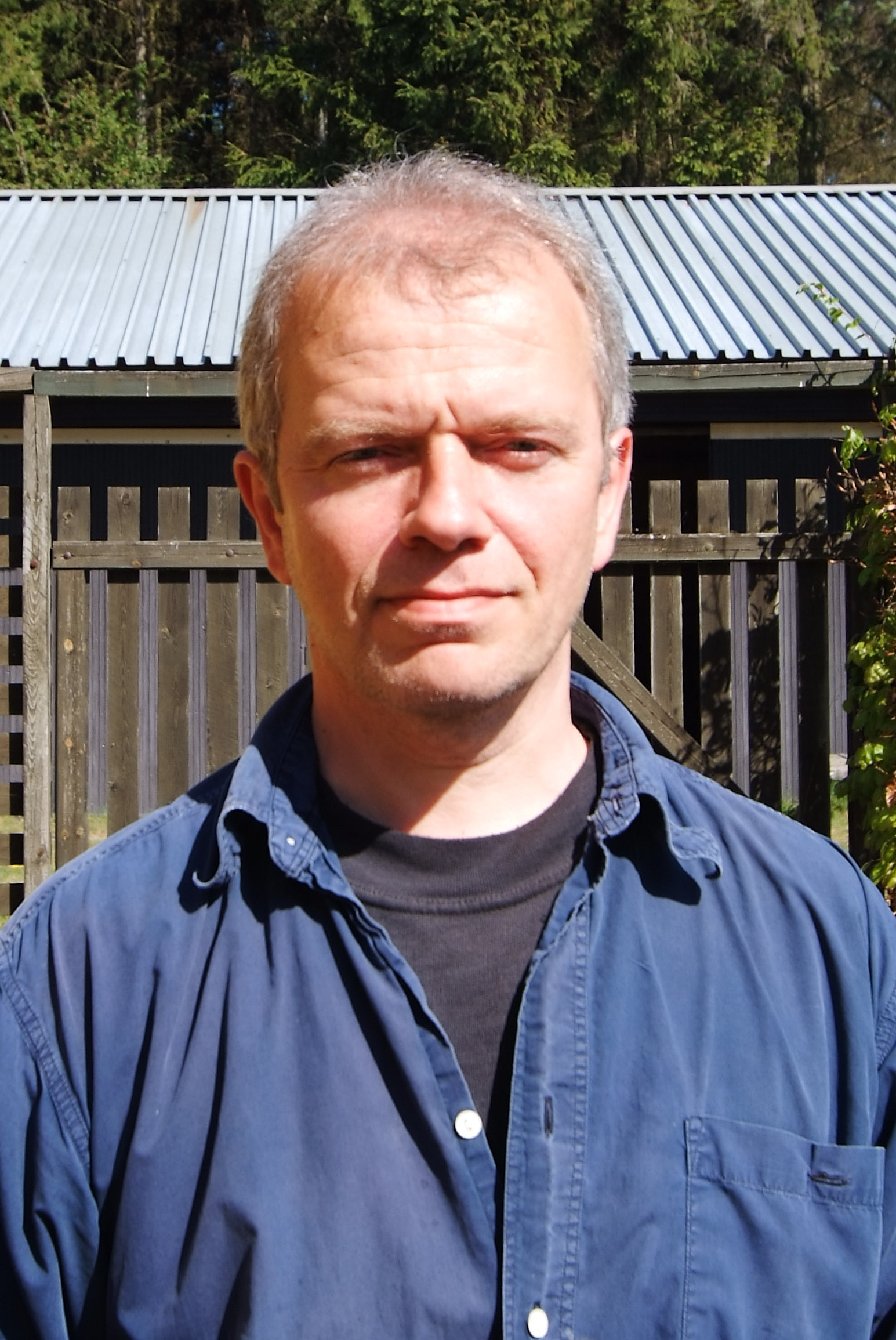
엔커 엘리 피터슨 (2009년)

엔커 엘리 피터슨(Anker Eli Petersen, 1959년 6월 7일 ~)은 페로 제도 수두로이섬 출신의 작가이자 삽화가이다.
그는 엔커 엘리(Anker Eli)라는 이름을 사용하여, 페로 제도의 우편 기업인 포스타의 우표를 디자인 한 것으로 가장 잘 알려져 있다. 그는 북유럽 신화나 기독교적인 장면, 또는 페로 제도 출신의 작가나 시인들의 작품 속 한 장면, 그리고 페로 제도의 경치 등을 우표 속에 그린다. 또한 그는 포스타의 웹사이트를 디자인하기도 했다.

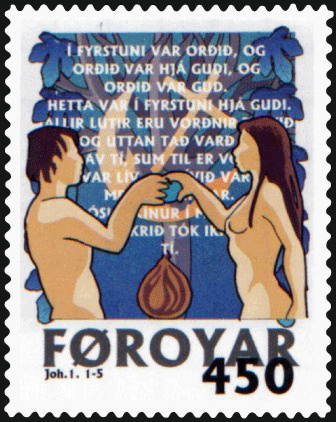
1999년에 발행한 아담과 이브 우표

작가로서 그는 고대 노르드어로 된 글을 번역하고, 페로 제도의 가수들을 위해 어린이 캐롤과 가사를 쓰기도 한다.